# Amphicoecia
Amphicoecia is een geslacht van vlinders van de familie bladrollers (Tortricidae), uit de onderfamilie Tortricinae.

## Soorten
- A. adamana (Kennel, 1919)
- A. phasmatica (Meyrick, 1937)